# القردود (فرع العدين)

تعديل مصدري - تعديل

القردود محلة تابعة لقرية القحافيز، التابعة لعزلة الوزيرة بمديرية فرع العدين إحدى مديريات محافظة إب في الجمهورية اليمنية، بلغ تعداد سكانها 149 حسب تعداد اليمن لعام 2004.